# Grzegorz (Zakalak)
Grzegorz, imię świeckie Hryhorij Mychajłowycz Zakalak (ur. 5 lutego 1908 w Chodorowie, zm. 9 lutego 1984) – ukraiński duchowny greckokatolicki, członek grupy inicjatywnej przygotowującej siłowe przyłączenie struktur Kościoła greckokatolickiego do Rosyjskiego Kościoła Prawosławnego, następnie biskup prawosławny.

## Życiorys
Ukończył gimnazjum klasyczne w Stanisławowie w 1928, w 1932 ukończył studia prawnicze na Uniwersytecie Jana Kazimierza we Lwowie. W 1936 ukończył greckokatolickie seminarium duchowne w Stanisławowie i przyjął święcenia diakońskie (8 czerwca), a następnie kapłańskie (15 czerwca 1936) z rąk biskupa biskupa stanisławskiego Grzegorza Chomyszyna. W 1938 został proboszczem cerkwi Opieki Matki Bożej w Stanisławowie.
Po wkroczeniu Armii Czerwonej do Stanisławowa i rozpoczęciu prześladowań duchowieństwa greckokatolickiego ks. Zakalak został członkiem grupy inicjatywnej na rzecz przyłączenia parafii greckokatolickich do Rosyjskiego Kościoła Prawosławnego. Brał aktywny udział w pseudosoborze lwowskim w 1946, zaś rok później otrzymał godność protoprezbitera. Od 1949 był sekretarzem zarządu prawosławnej eparchii stanisławowskiej. W 1954 został nagrodzony prawem noszenia mitry. 11 września 1956 otrzymał nominację biskupią. W związku z tym 17 września 1956 złożył wieczyste śluby mnisze w Ławrze Poczajowskiej, zaś 21 września otrzymał godność archimandryty.
27 września 1956 w soborze Zaśnięcia Matki Bożej w Odessie miała miejsce jego chirotonia na biskupa drohobyckiego i samborskiego, w której jako konsekratorzy wzięli udział patriarcha moskiewski i całej Rusi Aleksy I, arcybiskupi chersoński i odeski Borys, stanisławowski i kołomyjski Antoni, lwowski i tarnopolski Palladiusz, kiszyniowski i mołdawski Nektariusz oraz biskup noworosyjski Sergiusz. W 1959 przeniesiony na katedrę czerniowiecką i bukowińską. Rok później objął zarząd eparchii lwowskiej i tarnopolskiej, pozostając do 1961 ordynariuszem eparchii czerniowieckiej. W październiku 1964 ponownie mianowany biskupem czerniowieckim, jedenaście dni po nominacji odszedł w stan spoczynku na własną prośbę, motywując ją chorobą. W lutym 1965 został mianowany arcybiskupem mukaczewskim i zarządzał eparchią przez dwanaście lat. Zmarł w 1984, pozostając w stanie spoczynku i został pochowany na cmentarzu w Mukaczewie.